# Gábor Grendel
Gábor Grendel (ur. 15 lipca 1980) – słowacki polityk i dziennikarz narodowości węgierskiej, poseł do Rady Narodowej.

## Życiorys
Syn publicysty Lajosa Grendela. Studiował dziennikarstwo, po czym pracował w słowackich mediach: węgierskojęzycznej gazecie „Új Szó”, radiu Twist, stacjach telewizyjnych TA3 i Markíza. W 2010 został rzecznikiem prasowym ministra spraw wewnętrznych Daniela Lipšica, a w 2012 wiceprzewodniczącym założonej przez tegoż partii NOVA.
W wyborach w 2016 z ramienia ugrupowania Zwyczajni Ludzie i Niezależne Osobistości (z którego listy kandydowali działacze jego formacji) uzyskał mandat posła do Rady Narodowej. W czerwcu 2017 stanął na czele ugrupowania NOVA, jednak zrezygnował z tej funkcji w lutym 2019 (formalnie nie został wykreślony w kolejnych latach, a partia nie wyłoniła jego następcy). W wyborach w 2020 i 2023 z powodzeniem ubiegał się o poselską reelekcję.